# Élections législatives de 1914 dans le Nord
Les élections législatives de 1914 ont eu lieu les 26 avril et 10 mai.

## Députés élus
|    | Circonscription      | Député sortant          |  | Groupe parlementaire              | Député élu              |  | Groupe parlementaire                |
| -- | -------------------- | ----------------------- |  | --------------------------------- | ----------------------- |  | ----------------------------------- |
| 1  | 1ère d'Avesnes       | Léon Pasqual            |  | Républicains radicaux-socialistes | Léon Pasqual            |  | Parti radical et radical-socialiste |
| 2  | 2e d'Avesnes         | Félix Defontaine        |  | Républicains radicaux-socialistes | Félix Defontaine        |  | Parti radical et radical-socialiste |
| 3  | 3e d'Avesnes         | Charles Daniel-Vincent  |  | Républicains radicaux-socialistes | Charles Daniel-Vincent  |  | Parti radical et radical-socialiste |
| 4  | 1ère de Cambrai      | Alfred Le Roy           |  | Républicains radicaux-socialistes | Alfred Le Roy           |  | Gauche radicale                     |
| 5  | 2e de Cambrai        | Albert Seydoux          |  | Républicains progressistes        | Albert Seydoux          |  | Gauche démocratique                 |
| 6  | 1ère de Douai        | Charles Goniaux         |  | Parti socialiste                  | Charles Goniaux         |  | Parti socialiste                    |
| 7  | 2e de Douai          | Louis Guislain          |  | Républicains radicaux-socialistes | Louis Guislain          |  | Parti radical et radical-socialiste |
| 8  | 1ère de Dunkerque    | Alfred Dumont           |  | Action libérale                   | Adolphe Defossé         |  | Parti radical et radical-socialiste |
| 9  | 2e de Dunkerque      | Henry Cochin            |  | Action libérale                   | Claude Cochin           |  | Action libérale                     |
| 10 | 1ère d'Hazebrouck    | Jules-Auguste Lemire    |  | Non-inscrit                       | Jules-Auguste Lemire    |  | Non-inscrit                         |
| 11 | 2e d'Hazebrouck      | Jean Plichon            |  | Action libérale                   | Jean Plichon            |  | Action libérale                     |
| 12 | 1ère de Lille        | George Vandame          |  | Républicains progressistes        | George Vandame          |  | Fédération républicaine             |
| 13 | 2e de Lille          | Henri Ghesquière        |  | Parti socialiste                  | Henri Ghesquière        |  | Parti socialiste                    |
| 14 | 3e de Lille          | Gustave Delory          |  | Parti socialiste                  | Gustave Delory          |  | Parti socialiste                    |
| 15 | 4e de Lille          | Jules Dansette          |  | Action libérale                   | Jules Dansette          |  | Action libérale                     |
| 16 | 5e de Lille          | Georges Potié           |  | Gauche radicale                   | Auguste Ragheboom       |  | Parti socialiste                    |
| 17 | 6e de Lille          | Gustave Dubled          |  | Parti socialiste                  | Gustave Dubled          |  | Parti socialiste                    |
| 18 | 7e de Lille          | Jules Guesde            |  | Parti socialiste                  | Jules Guesde            |  | Parti socialiste                    |
| 19 | 8e de Lille          | Gustave Dron            |  | Gauche radicale                   | Albert Inghels          |  | Parti socialiste                    |
| 20 | 9e de Lille          | Henri-Constant Groussau |  | Action libérale                   | Henri-Constant Groussau |  | Action libérale                     |
| 21 | 1ère de Valenciennes | Gustave Bouvier         |  | Gauche radicale                   | Pierre Mélin            |  | Parti socialiste                    |
| 22 | 2e de Valenciennes   | Emile Davaine           |  | Gauche radicale                   | Henri Durre             |  | Parti socialiste                    |
| 23 | 3e de Valenciennes   | Auguste-Robert Selle    |  | Parti socialiste                  | François Lefebvre       |  | Parti socialiste                    |

## Résultats à l'échelle du département
| Partis         | Partis                                           | Premier tour | Premier tour | Deuxième tour | Deuxième tour | Sièges |
| Partis         | Partis                                           | Voix         | %            | Voix          | %             | Sièges |
| -------------- | ------------------------------------------------ | ------------ | ------------ | ------------- | ------------- | ------ |
|                | Section française de l'Internationale ouvrière   | 152 535      | 35,63        | 75 516        | 33,45         | 10     |
|                | Action libérale populaire                        | 97 630       | 22,81        | 63 080        | 27,94         | 4      |
|                | Parti républicain démocratique                   | 57 488       | 13,43        | 30 228        | 13,39         | 1      |
|                | Parti républicain, radical et radical-socialiste | 46 892       | 10,95        | 36 015        | 15,95         | 5      |
|                | Fédération républicaine                          | 44 221       | 10,33        | 10 871        | 4,82          | 2      |
|                | Radicaux indépendants                            | 16 179       | 3,78         | 6 151         | 2,72          | 0      |
|                | Divers                                           | 10 518       | 2,46         | 3 874         | 1,72          | 1      |
|                | Parti ouvrier                                    | 2 592        | 0,61         |               |               | 0      |
|                |                                                  |              |              |               |               |        |
| Inscrits       | Inscrits                                         | 519 602      | 100,00       | 304 907       | 100,00        | 23     |
| Votants        | Votants                                          | 436 959      | 84,09        | 240 416       | 78,85         |        |
| Abstentions    | Abstentions                                      | 82 643       | 15,91        | 64 491        | 21,15         |        |
| Blancs et nuls | Blancs et nuls                                   | 8 904        | 2,04         | 14 681        | 6,11          |        |
| Exprimés       | Exprimés                                         | 428 055      | 97,96        | 225 735       | 93,89         |        |

## Résultats par arrondissement

### Arrondissement d'Avesnes

#### 1recirconscription
| Candidat       | Candidat       | Parti          | Premier tour | Premier tour | Deuxième tour | Deuxième tour |
| Candidat       | Candidat       | Parti          | Voix         | %            | Voix          | %             |
| -------------- | -------------- | -------------- | ------------ | ------------ | ------------- | ------------- |
|                | Léon Pasqual   | PRRRS          | 5 763        | 43,28        | 7 918         | 73,70         |
|                | Moret          | SFIO           | 3 884        | 29,17        |               |               |
|                | Maire          | FR             | 3 247        | 24,39        |               |               |
|                | Divers         | Divers         | 421          | 3,16         | 2 825         | 26,30         |
|                |                |                |              |              |               |               |
| Inscrits       | Inscrits       | Inscrits       | 16 745       | 100,00       | 16 740        | 100,00        |
| Votants        | Votants        | Votants        | 13 484       | 80,53        | 11 294        | 67,47         |
| Abstention     | Abstention     | Abstention     | 3 261        | 19,47        | 5 446         | 32,53         |
| Blancs et nuls | Blancs et nuls | Blancs et nuls | 169          | 1,25         | 551           | 4,88          |
| Exprimés       | Exprimés       | Exprimés       | 13 315       | 98,75        | 10 743        | 95,12         |

#### 2ecirconscription
| Candidat       | Candidat         | Parti          | Premier tour | Premier tour | Deuxième tour | Deuxième tour |
| Candidat       | Candidat         | Parti          | Voix         | %            | Voix          | %             |
| -------------- | ---------------- | -------------- | ------------ | ------------ | ------------- | ------------- |
|                | Félix Defontaine | PRRRS          | 7 645        | 38,67        | 9 781         | 84,41         |
|                | Walrand          | PRD            | 6 572        | 33,24        | 730           | 6,30          |
|                | Sarot            | SFIO           | 5 383        | 27,23        | 311           | 2,68          |
|                | Divers           | Divers         | 172          | 0,87         | 765           | 6,60          |
|                |                  |                |              |              |               |               |
| Inscrits       | Inscrits         | Inscrits       | 24 332       | 100,00       | 24 843        | 100,00        |
| Votants        | Votants          | Votants        | 20 102       | 82,62        | 13 889        | 55,91         |
| Abstention     | Abstention       | Abstention     | 4 230        | 17,38        | 10 954        | 44,09         |
| Blancs et nuls | Blancs et nuls   | Blancs et nuls | 330          | 1,64         | 2 302         | 16,57         |
| Exprimés       | Exprimés         | Exprimés       | 19 772       | 98,36        | 11 587        | 83,43         |

#### 3ecirconscription
| Candidat       | Candidat               | Parti          | Premier tour | Premier tour |
| Candidat       | Candidat               | Parti          | Voix         | %            |
| -------------- | ---------------------- | -------------- | ------------ | ------------ |
|                | Charles Daniel-Vincent | PRRRS          | 6 809        | 51,07        |
|                | Cantineau              | PRD            | 5 802        | 43,52        |
|                | Desoblin               | SFIO           | 721          | 5,41         |
|                | Divers                 | Divers         | 1            | 0,01         |
|                |                        |                |              |              |
| Inscrits       | Inscrits               | Inscrits       | 16 030       | 100,00       |
| Votants        | Votants                | Votants        | 13 497       | 84,20        |
| Abstention     | Abstention             | Abstention     | 2 533        | 15,80        |
| Blancs et nuls | Blancs et nuls         | Blancs et nuls | 164          | 1,22         |
| Exprimés       | Exprimés               | Exprimés       | 13 333       | 98,78        |

### Arrondissement de Cambrai

#### 1recirconscription
| Candidat       | Candidat       | Parti          | Premier tour | Premier tour | Deuxième tour | Deuxième tour |
| Candidat       | Candidat       | Parti          | Voix         | %            | Voix          | %             |
| -------------- | -------------- | -------------- | ------------ | ------------ | ------------- | ------------- |
|                | Deligne        | ALP            | 9 654        | 37,30        |               |               |
|                | Alfred Le Roy  | PRD            | 9 289        | 35,89        | 12 038        | 99,66         |
|                | Beauvillain    | SFIO           | 6 915        | 26,72        |               |               |
|                | Divers         | Divers         | 23           | 0,09         | 41            | 0,34          |
|                |                |                |              |              |               |               |
| Inscrits       | Inscrits       | Inscrits       | 30 915       | 100,00       | 30 925        | 100,00        |
| Votants        | Votants        | Votants        | 26 228       | 84,84        | 20 551        | 66,45         |
| Abstention     | Abstention     | Abstention     | 4 687        | 15,16        | 10 374        | 33,55         |
| Blancs et nuls | Blancs et nuls | Blancs et nuls | 347          | 1,32         | 8 472         | 41,22         |
| Exprimés       | Exprimés       | Exprimés       | 25 881       | 98,68        | 12 079        | 58,78         |

#### 2ecirconscription
| Candidat       | Candidat       | Parti          | Premier tour | Premier tour |
| Candidat       | Candidat       | Parti          | Voix         | %            |
| -------------- | -------------- | -------------- | ------------ | ------------ |
|                | Albert Seydoux | FR             | 11 681       | 51,45        |
|                | Plet           | SFIO           | 10 998       | 48,45        |
|                | Divers         | Divers         | 23           | 0,10         |
|                |                |                |              |              |
| Inscrits       | Inscrits       | Inscrits       | 27 273       | 100,00       |
| Votants        | Votants        | Votants        | 23 095       | 84,68        |
| Abstention     | Abstention     | Abstention     | 4 178        | 15,32        |
| Blancs et nuls | Blancs et nuls | Blancs et nuls | 393          | 1,70         |
| Exprimés       | Exprimés       | Exprimés       | 22 702       | 98,30        |

### Arrondissement de Douai

#### 1recirconscription
| Candidat       | Candidat        | Parti          | Premier tour | Premier tour |
| Candidat       | Candidat        | Parti          | Voix         | %            |
| -------------- | --------------- | -------------- | ------------ | ------------ |
|                | Charles Goniaux | SFIO           | 11 625       | 54,16        |
|                | Deregnaucourt   | PRD            | 9 839        | 45,84        |
|                |                 |                |              |              |
| Inscrits       | Inscrits        | Inscrits       | 27 803       | 100,00       |
| Votants        | Votants         | Votants        | 22 553       | 81,12        |
| Abstention     | Abstention      | Abstention     | 5 250        | 18,88        |
| Blancs et nuls | Blancs et nuls  | Blancs et nuls | 1 089        | 4,83         |
| Exprimés       | Exprimés        | Exprimés       | 21 464       | 95,17        |

#### 2ecirconscription
| Candidat       | Candidat       | Parti          | Premier tour | Premier tour | Deuxième tour | Deuxième tour |
| Candidat       | Candidat       | Parti          | Voix         | %            | Voix          | %             |
| -------------- | -------------- | -------------- | ------------ | ------------ | ------------- | ------------- |
|                | Des Rothours   | ALP            | 7 704        | 47,18        | 8 144         | 49,69         |
|                | Louis Guislain | PRRRS          | 4 607        | 28,22        | 8 245         | 50,31         |
|                | Brachelet      | SFIO           | 4 015        | 24,59        |               |               |
|                | Divers         | Divers         | 2            | 0,01         |               |               |
|                |                |                |              |              |               |               |
| Inscrits       | Inscrits       | Inscrits       | 18 747       | 100,00       | 18 736        | 100,00        |
| Votants        | Votants        | Votants        | 16 446       | 87,73        | 16 464        | 87,87         |
| Abstention     | Abstention     | Abstention     | 2 301        | 12,27        | 2 272         | 12,13         |
| Blancs et nuls | Blancs et nuls | Blancs et nuls | 118          | 0,72         | 75            | 0,46          |
| Exprimés       | Exprimés       | Exprimés       | 16 328       | 99,28        | 16 389        | 99,54         |

### Arrondissement de Dunkerque

#### 1recirconscription
| Candidat       | Candidat        | Parti          | Premier tour | Premier tour | Deuxième tour | Deuxième tour |
| Candidat       | Candidat        | Parti          | Voix         | %            | Voix          | %             |
| -------------- | --------------- | -------------- | ------------ | ------------ | ------------- | ------------- |
|                | Alfred Dumont   | ALP            | 9 643        | 49,67        | 9 514         | 48,32         |
|                | Adolphe Defossé | PRRRS          | 7 497        | 38,62        | 10 071        | 51,15         |
|                | Naasens         | SFIO           | 2 065        | 10,64        |               |               |
|                | Divers          | Divers         | 209          | 1,08         | 105           | 0,53          |
|                |                 |                |              |              |               |               |
| Inscrits       | Inscrits        | Inscrits       | 26 794       | 100,00       | 26 367        | 100,00        |
| Votants        | Votants         | Votants        | 19 726       | 73,62        | 19 860        | 75,32         |
| Abstention     | Abstention      | Abstention     | 7 068        | 26,38        | 6 507         | 24,68         |
| Blancs et nuls | Blancs et nuls  | Blancs et nuls | 312          | 1,58         | 170           | 0,86          |
| Exprimés       | Exprimés        | Exprimés       | 19 414       | 98,42        | 19 690        | 99,14         |

#### 2ecirconscription
| Candidat       | Candidat       | Parti          | Premier tour | Premier tour |
| Candidat       | Candidat       | Parti          | Voix         | %            |
| -------------- | -------------- | -------------- | ------------ | ------------ |
|                | Claude Cochin  | ALP            | 9 638        | 87,48        |
|                | Victor Ulin    | SFIO           | 1 380        | 12,52        |
|                |                |                |              |              |
| Inscrits       | Inscrits       | Inscrits       | 15 063       | 100,00       |
| Votants        | Votants        | Votants        | 11 938       | 79,25        |
| Abstention     | Abstention     | Abstention     | 3 125        | 20,75        |
| Blancs et nuls | Blancs et nuls | Blancs et nuls | 920          | 7,71         |
| Exprimés       | Exprimés       | Exprimés       | 11 018       | 92,29        |

### Arrondissement d'Hazebrouck

#### 1recirconscription
| Candidat       | Candidat             | Parti          | Premier tour | Premier tour |
| Candidat       | Candidat             | Parti          | Voix         | %            |
| -------------- | -------------------- | -------------- | ------------ | ------------ |
|                | Jules-Auguste Lemire | Divers         | 7 970        | 57,07        |
|                | Degroote             | ALP            | 5 931        | 42,47        |
|                | Heckel               | SFIO           | 64           | 0,46         |
|                |                      |                |              |              |
| Inscrits       | Inscrits             | Inscrits       | 16 043       | 100,00       |
| Votants        | Votants              | Votants        | 14 108       | 87,94        |
| Abstention     | Abstention           | Abstention     | 1 935        | 12,06        |
| Blancs et nuls | Blancs et nuls       | Blancs et nuls | 143          | 1,01         |
| Exprimés       | Exprimés             | Exprimés       | 13 965       | 98,99        |

#### 2ecirconscription
| Candidat       | Candidat       | Parti          | Premier tour | Premier tour |
| Candidat       | Candidat       | Parti          | Voix         | %            |
| -------------- | -------------- | -------------- | ------------ | ------------ |
|                | Jean Plichon   | ALP            | 7 339        | 72,18        |
|                | Vanderschooten | SFIO           | 2 829        | 27,82        |
|                |                |                |              |              |
| Inscrits       | Inscrits       | Inscrits       | 14 420       | 100,00       |
| Votants        | Votants        | Votants        | 11 921       | 82,67        |
| Abstention     | Abstention     | Abstention     | 2 499        | 17,33        |
| Blancs et nuls | Blancs et nuls | Blancs et nuls | 1 753        | 14,71        |
| Exprimés       | Exprimés       | Exprimés       | 10 168       | 85,29        |

### Arrondissement de Lille

#### 1recirconscription
| Candidat       | Candidat       | Parti               | Premier tour | Premier tour |
| Candidat       | Candidat       | Parti               | Voix         | %            |
| -------------- | -------------- | ------------------- | ------------ | ------------ |
|                | George Vandame | FR                  | 10 408       | 54,21        |
|                | Saint-Venant   | SFIO                | 7 198        | 37,49        |
|                | Philippe       | Radical indépendant | 1 592        | 8,29         |
|                | Divers         | Divers              | 3            | 0,02         |
|                |                |                     |              |              |
| Inscrits       | Inscrits       | Inscrits            | 23 634       | 100,00       |
| Votants        | Votants        | Votants             | 19 513       | 82,56        |
| Abstention     | Abstention     | Abstention          | 4 121        | 17,44        |
| Blancs et nuls | Blancs et nuls | Blancs et nuls      | 312          | 1,60         |
| Exprimés       | Exprimés       | Exprimés            | 19 201       | 98,40        |

#### 2ecirconscription
| Candidat       | Candidat         | Parti               | Premier tour | Premier tour | Deuxième tour | Deuxième tour |
| Candidat       | Candidat         | Parti               | Voix         | %            | Voix          | %             |
| -------------- | ---------------- | ------------------- | ------------ | ------------ | ------------- | ------------- |
|                | Henri Ghesquière | SFIO                | 7 846        | 47,91        | 8 424         | 51,71         |
|                | Dambrine         | ALP                 | 7 415        | 45,28        | 7 862         | 48,26         |
|                | Mourmant         | Radical indépendant | 1 107        | 6,76         |               |               |
|                | Divers           | Divers              | 8            | 0,05         | 4             | 0,02          |
|                |                  |                     |              |              |               |               |
| Inscrits       | Inscrits         | Inscrits            | 19 215       | 100,00       | 19 212        | 100,00        |
| Votants        | Votants          | Votants             | 16 535       | 86,05        | 16 475        | 85,75         |
| Abstention     | Abstention       | Abstention          | 2 680        | 13,95        | 2 737         | 14,25         |
| Blancs et nuls | Blancs et nuls   | Blancs et nuls      | 159          | 0,96         | 185           | 1,12          |
| Exprimés       | Exprimés         | Exprimés            | 16 376       | 99,04        | 16 290        | 98,88         |

#### 3ecirconscription
| Candidat       | Candidat       | Parti               | Premier tour | Premier tour | Deuxième tour | Deuxième tour |
| Candidat       | Candidat       | Parti               | Voix         | %            | Voix          | %             |
| -------------- | -------------- | ------------------- | ------------ | ------------ | ------------- | ------------- |
|                | Gustave Delory | SFIO                | 10 385       | 48,41        | 11 002        | 50,29         |
|                | Marc Delesalle | FR                  | 10 015       | 46,68        | 10 871        | 49,69         |
|                | Chercau        | Radical indépendant | 1 054        | 4,91         | 0             | 0,00          |
|                | Divers         | Divers              |              |              | 3             | 0,01          |
|                |                |                     |              |              |               |               |
| Inscrits       | Inscrits       | Inscrits            | 25 565       | 100,00       | 25 550        | 100,00        |
| Votants        | Votants        | Votants             | 21 680       | 84,80        | 22 087        | 86,45         |
| Abstention     | Abstention     | Abstention          | 4 111        | 16,08        | 3 463         | 13,55         |
| Blancs et nuls | Blancs et nuls | Blancs et nuls      | 226          | 1,04         | 211           | 0,96          |
| Exprimés       | Exprimés       | Exprimés            | 21 454       | 98,96        | 21 876        | 99,04         |

#### 4ecirconscription
| Candidat       | Candidat       | Parti               | Premier tour | Premier tour |
| Candidat       | Candidat       | Parti               | Voix         | %            |
| -------------- | -------------- | ------------------- | ------------ | ------------ |
|                | Jules Dansette | ALP                 | 8 142        | 50,45        |
|                | Gombert        | Radical indépendant | 4 273        | 26,48        |
|                | Deschamps      | SFIO                | 3 724        | 23,07        |
|                |                |                     |              |              |
| Inscrits       | Inscrits       | Inscrits            | 18 687       | 100,00       |
| Votants        | Votants        | Votants             | 16 313       | 87,30        |
| Abstention     | Abstention     | Abstention          | 2 374        | 12,70        |
| Blancs et nuls | Blancs et nuls | Blancs et nuls      | 174          | 1,07         |
| Exprimés       | Exprimés       | Exprimés            | 16 139       | 98,93        |

#### 5ecirconscription
| Candidat       | Candidat          | Parti          | Premier tour | Premier tour | Deuxième tour | Deuxième tour |
| Candidat       | Candidat          | Parti          | Voix         | %            | Voix          | %             |
| -------------- | ----------------- | -------------- | ------------ | ------------ | ------------- | ------------- |
|                | Hespel            | ALP            | 9 577        | 39,65        | 11 780        | 49,63         |
|                | Auguste Ragheboom | SFIO           | 7 580        | 31,38        | 11 883        | 50,06         |
|                | Georges Potié     | PRRRS          | 6 999        | 28,97        |               |               |
|                | Divers            | Divers         |              |              | 73            | 0,31          |
|                |                   |                |              |              |               |               |
| Inscrits       | Inscrits          | Inscrits       | 27 922       | 100,00       | 27 924        | 100,00        |
| Votants        | Votants           | Votants        | 24 360       | 87,24        | 24 154        | 86,50         |
| Abstention     | Abstention        | Abstention     | 3 562        | 12,76        | 3 770         | 13,50         |
| Blancs et nuls | Blancs et nuls    | Blancs et nuls | 204          | 0,84         | 418           | 1,73          |
| Exprimés       | Exprimés          | Exprimés       | 24 156       | 99,16        | 23 736        | 98,27         |

#### 6ecirconscription
| Candidat       | Candidat       | Parti          | Premier tour | Premier tour | Deuxième tour | Deuxième tour |
| Candidat       | Candidat       | Parti          | Voix         | %            | Voix          | %             |
| -------------- | -------------- | -------------- | ------------ | ------------ | ------------- | ------------- |
|                | Gustave Dubled | SFIO           | 10 661       | 46,67        | 12 314        | 55,12         |
|                | Clety          | ALP            | 8 000        | 35,02        | 10 010        | 44,81         |
|                | Desprets       | PRD            | 4 177        | 18,29        |               |               |
|                | Divers         | Divers         | 3            | 0,01         | 15            | 0,07          |
|                |                |                |              |              |               |               |
| Inscrits       | Inscrits       | Inscrits       | 26 657       | 100,00       | 27 371        | 100,00        |
| Votants        | Votants        | Votants        | 23 403       | 87,79        | 22 832        | 83,42         |
| Abstention     | Abstention     | Abstention     | 3 254        | 12,21        | 4 539         | 16,58         |
| Blancs et nuls | Blancs et nuls | Blancs et nuls | 562          | 2,40         | 493           | 2,16          |
| Exprimés       | Exprimés       | Exprimés       | 22 841       | 97,60        | 22 339        | 97,84         |

#### 7ecirconscription
| Candidat       | Candidat       | Parti          | Premier tour | Premier tour |
| Candidat       | Candidat       | Parti          | Voix         | %            |
| -------------- | -------------- | -------------- | ------------ | ------------ |
|                | Jules Guesde   | SFIO           | 13 582       | 54,23        |
|                | Droulers       | FR             | 8 870        | 35,41        |
|                | Coupez         | PO             | 2 592        | 10,35        |
|                | Divers         | Divers         | 3            | 0,01         |
|                |                |                |              |              |
| Inscrits       | Inscrits       | Inscrits       | 29 801       | 100,00       |
| Votants        | Votants        | Votants        | 25 641       | 86,04        |
| Abstention     | Abstention     | Abstention     | 4 160        | 13,96        |
| Blancs et nuls | Blancs et nuls | Blancs et nuls | 594          | 2,32         |
| Exprimés       | Exprimés       | Exprimés       | 25 047       | 97,68        |

#### 8ecirconscription
| Candidat       | Candidat       | Parti          | Premier tour | Premier tour | Deuxième tour | Deuxième tour |
| Candidat       | Candidat       | Parti          | Voix         | %            | Voix          | %             |
| -------------- | -------------- | -------------- | ------------ | ------------ | ------------- | ------------- |
|                | Albert Inghels | SFIO           | 7 793        | 36,49        | 10 624        | 54,06         |
|                | Gustave Dron   | PRRRS          | 7 572        | 35,45        |               |               |
|                | Salvetti       | ALP            | 5 993        | 28,06        | 9 029         | 45,94         |
|                | Divers         | Divers         | 1            | 0,00         |               |               |
|                |                |                |              |              |               |               |
| Inscrits       | Inscrits       | Inscrits       | 25 724       | 100,00       | 25 724        | 100,00        |
| Votants        | Votants        | Votants        | 21 606       | 83,99        | 20 885        | 81,19         |
| Abstention     | Abstention     | Abstention     | 4 118        | 16,01        | 4 839         | 18,81         |
| Blancs et nuls | Blancs et nuls | Blancs et nuls | 247          | 1,14         | 1 232         | 5,90          |
| Exprimés       | Exprimés       | Exprimés       | 21 359       | 98,86        | 19 653        | 94,10         |

#### 9ecirconscription
| Candidat       | Candidat                | Parti               | Premier tour | Premier tour | Deuxième tour | Deuxième tour |
| Candidat       | Candidat                | Parti               | Voix         | %            | Voix          | %             |
| -------------- | ----------------------- | ------------------- | ------------ | ------------ | ------------- | ------------- |
|                | Henri-Constant Groussau | ALP                 | 6 164        | 47,88        | 6 741         | 52,29         |
|                | Ducarin                 | Radical indépendant | 3 871        | 30,07        | 6 151         | 47,71         |
|                | Vandeputte              | SFIO                | 2 840        | 22,06        |               |               |
|                |                         |                     |              |              |               |               |
| Inscrits       | Inscrits                | Inscrits            | 14 474       | 100,00       | 14 469        | 100,00        |
| Votants        | Votants                 | Votants             | 12 955       | 89,51        | 12 997        | 89,83         |
| Abstention     | Abstention              | Abstention          | 1 519        | 10,49        | 1 472         | 10,17         |
| Blancs et nuls | Blancs et nuls          | Blancs et nuls      | 80           | 0,62         | 105           | 0,81          |
| Exprimés       | Exprimés                | Exprimés            | 12 875       | 99,38        | 12 892        | 99,19         |

### Arrondissement de Valenciennes

#### 1recirconscription
| Candidat       | Candidat       | Parti               | Premier tour | Premier tour | Deuxième tour | Deuxième tour |
| Candidat       | Candidat       | Parti               | Voix         | %            | Voix          | %             |
| -------------- | -------------- | ------------------- | ------------ | ------------ | ------------- | ------------- |
|                | Pierre Mélin   | SFIO                | 7 142        | 48,55        | 8 446         | 59,38         |
|                | Gastiau        | PRD                 | 3 616        | 24,58        | 5 736         | 40,33         |
|                | Millot         | Radical indépendant | 2 280        | 15,50        |               |               |
|                | Divers         | Divers              | 1 673        | 11,37        | 41            | 0,29          |
|                |                |                     |              |              |               |               |
| Inscrits       | Inscrits       | Inscrits            | 18 396       | 100,00       | 18 405        | 100,00        |
| Votants        | Votants        | Votants             | 14 840       | 80,67        | 14 518        | 78,88         |
| Abstention     | Abstention     | Abstention          | 3 556        | 19,33        | 3 887         | 21,12         |
| Blancs et nuls | Blancs et nuls | Blancs et nuls      | 129          | 0,87         | 295           | 2,03          |
| Exprimés       | Exprimés       | Exprimés            | 14 711       | 99,13        | 14 223        | 97,97         |

#### 2ecirconscription
| Candidat       | Candidat       | Parti               | Premier tour | Premier tour |
| Candidat       | Candidat       | Parti               | Voix         | %            |
| -------------- | -------------- | ------------------- | ------------ | ------------ |
|                | Henri Durre    | SFIO                | 12 323       | 54,95        |
|                | Emile Davaine  | PRD                 | 7 117        | 31,74        |
|                | Delcourt       | ALP                 | 2 430        | 10,84        |
|                | Bertiaux       | Radical indépendant | 552          | 2,46         |
|                | Divers         | Divers              | 4            | 0,02         |
|                |                |                     |              |              |
| Inscrits       | Inscrits       | Inscrits            | 26 723       | 100,00       |
| Votants        | Votants        | Votants             | 22 595       | 84,55        |
| Abstention     | Abstention     | Abstention          | 4 128        | 15,45        |
| Blancs et nuls | Blancs et nuls | Blancs et nuls      | 169          | 0,75         |
| Exprimés       | Exprimés       | Exprimés            | 22 426       | 99,25        |

#### 3ecirconscription
| Candidat       | Candidat          | Parti               | Premier tour | Premier tour | Deuxième tour | Deuxième tour |
| Candidat       | Candidat          | Parti               | Voix         | %            | Voix          | %             |
| -------------- | ----------------- | ------------------- | ------------ | ------------ | ------------- | ------------- |
|                | François Lefebvre | SFIO                | 11 582       | 48,04        | 12 512        | 51,62         |
|                | Macarez           | PRD                 | 11 076       | 45,94        | 11 724        | 48,37         |
|                | Blemant           | Radical indépendant | 1 450        | 6,01         |               |               |
|                | Divers            | Divers              | 2            | 0,01         | 2             | 0,01          |
|                |                   |                     |              |              |               |               |
| Inscrits       | Inscrits          | Inscrits            | 28 639       | 100,00       | 28 641        | 100,00        |
| Votants        | Votants           | Votants             | 24 420       | 85,27        | 24 410        | 85,23         |
| Abstention     | Abstention        | Abstention          | 4 219        | 14,73        | 4 231         | 14,77         |
| Blancs et nuls | Blancs et nuls    | Blancs et nuls      | 310          | 1,27         | 172           | 0,70          |
| Exprimés       | Exprimés          | Exprimés            | 24 110       | 98,73        | 24 238        | 99,30         |